# Dorymyrmex pappodes
Dorymyrmex pappodes é uma espécie de formiga do gênero Dorymyrmex.